# Ermita de los Santos Juanes (Albocácer)
La ermita de los Santos Juanes de Albocácer (Provincia de Castellón, España) está englobada hoy en la trama urbana, si bien estaba situada extramuros de lo que fue el núcleo primitivo de la población. 
Se trata de una construcción de finales del siglo XIII, con planta del tipo llamado de Reconquista, que presenta una sola nave con arcos apuntados que sostienen techumbre de madera y puerta de medio punto. Contiene un pétreo sepulcro con inscripción y también alberga el retablo de los Santos Juanes Bautista y Evangelista realizado a principios del siglo XV.